# Gebäudemanagement Schleswig-Holstein

Das Logo der Anstalt

Die Gebäudemanagement Schleswig-Holstein (GMSH) ist eine Anstalt des öffentlichen Rechts mit Hauptniederlassung in Kiel, die im Bereich des öffentlichen Gebäudemanagements in Schleswig-Holstein aktiv ist. Sie hat rund 1.700 Mitarbeiterinnen und Mitarbeiter.

## Aufgaben
Die GMSH übernimmt die staatlichen Bauherren- und Planungsaufgaben für Land und Bund in Schleswig-Holstein, aber auch für andere Träger öffentlicher Verwaltung (z. B. Kommunen) und private Einrichtungen in mehrheitlicher öffentlicher Hand. Darüber hinaus ist sie für die Bewirtschaftung der vom Land genutzten Liegenschaften und für die Beschaffung von Material und Leistungen für die Landesbehörden sowie für Kurierdienstleistungen für das Land Schleswig-Holstein zuständig. So sind alle Hausmeister von Landesliegenschaften wie Amtsgerichten, Finanzämtern etc. direkte Angestellte der GMSH im Bereich Bewirtschaftung. Die Aufsicht über die GMSH obliegt dem Finanzministerium.

## Geschichte
Mit dem Gesetz zur Errichtung der Gebäudemanagement Schleswig-Holstein (GMSHG) wurde die GMSH als Anstalt öffentlichen Rechts am 15. Juni 1999 errichtet und nahm am 1. Juli 1999 ihre Arbeit auf. Sie ging aus den bisherigen Landesbauverwaltungen hervor. Im Jahr 2003 wurde die Liegenschaftsverwaltung Schleswig-Holstein (LVSH) als rechtsfähige Anstalt des öffentlichen Rechts zur Verwaltung der Liegenschaften gegründet und der GMSH die Aufgabenwahrnehmung der LVSH übertragen. Im Jahr 2010 wurde die Liegenschaftsverwaltung Schleswig-Holstein (LVSH) aufgelöst. Seit 2005 bildet die GMSH selbst aus. 2007 wird die Fachaufsicht für den Bundesbau aus der GMSH herausgelöst und geht in das Amt für Bundesbau (AfB) im Finanzministerium über.
Die Hauptniederlassung der GMSH liegt seit 2021 in der Küterstraße 30 in Kiel. Zuvor war sie in der Adolfstraße (bis zum Jahr 2000) und in der Gartenstraße.
Susanne Kirchmann ist seit Januar 2025 Geschäftsführerin und folgt damit auf Frank Eisoldt.

## Unternehmensdaten
- Das Umsatzvolumen betrug 2022 rund 750 Mio. €.[2]
- In den Jahren 2020 bis 2025 ließ sich das Unternehmen als „Top Employer“ zertifizieren.[6]